# Wałbrzych
Wałbrzych (em alemão: Waldenburg) é uma cidade industrial na voivodia da Baixa Silésia e na aglomeração urbana de Wałbrzych. Estende-se por uma área de 84,7 km², com 112 594 habitantes, segundo os censos de 2018, com uma densidade de 1335 hab/km².

## História
A vila já existia em 1191 sob o príncipe da Silésia Bolesław, o Alto.
A fortaleza da paliçada de Wałbrzych, com um aterro de até 8 m de altura, era uma trincheira circular eslava. Tinha 44 m de comprimento e 32,5 m de largura. Provavelmente havia um assentamento eslavo em seu lugar. Parece, portanto, que Wałbrzych surgiu de um antigo assentamento fortificado em uma colina, perto das florestas de um vasto vale, ao qual se aventuraram colonos das terras baixas, através do desfiladeiro Pełcznica.
A origem histórica da cidade remonta à Idade Média, provavelmente a partir do final do século XII. Nessa época, já existia um assentamento florestal eslavo, no qual um pequeno povoado fortificado foi construído ao longo dos anos. Em seu lugar foi feita a localização da cidade, onde se instalaram os colonos. A primeira informação totalmente credível sobre Wałbrzych vem de 1305. Deste período, um documento foi preservado especificando a quantidade de benefícios fornecidos pelas paróquias da Silésia ao bispado de Wrocław, entre os quais Wałbrzych também foi mencionado. Wałbrzych obteve o status de cidade nos anos 1400–1426. A menção histórica de Wałbrzych como uma cidade com cerca de 200 habitantes vem de 1426.
A história de Wałbrzych desde 1278 estava ligada ao destino do Ducado de Świdnica. Depois de Henrique, o Piedoso, Wałbrzych foi herdado por seu filho, o duque de Świdnica, Bolesław, o Calvo, mas foi apenas seu filho Bolko I, o Estrito, que desenvolveu a cidade cercando-a com uma muralha defensiva e erguendo o castelo Nowy Dwór por volta de 1290 em Podgórze em Góra Zamkowa. A partir de 1326, a fortaleza foi associada ao Ducado de Świdnica e Jawor. Por volta de 1366, durante o reinado de Bolko II, o Pequeno, começou a mineração de minérios de prata e chumbo, provavelmente na encosta sul de Stara Góra, na área de Stary Zdrój. Em 1375, foi registrada a existência das fontes minerais Aqua Antiqua.
Em 1392, o Ducado de Świdnica e Jawor ficou sob o domínio da República Tcheca e, com eles, em 1526, tornou-se parte do estado austríaco dos Habsburgos. Os primeiros registros de mineração de carvão em Biały Kamień datam de 1561 e de 1594 em Stary Zdrój.
A cidade foi uma cidade privada por muito tempo, mudando de mãos muitas vezes. Inicialmente, a partir de 1400, pertencia à família Szoff de Owiecko.
Por mais de 250 anos, Wałbrzych e as aldeias vizinhas foram propriedade da família Czetryc (Czettritz), cujo vestígio existente é o complexo do castelo construído nos anos 1604-1628, o chamado castelo, atual sede da Escola Profissional Superior do Estado. Angelus Silesius. Em 1689, com base em fontes minerais, foi estabelecido o primeiro centro de cura.
Em 1738, a cidade e seus arredores foram comprados por Konrad Hochberg, que se dizia descendente da dinastia Piast, dono do vizinho Castelo Książ, um dos três maiores da Polônia. Em 1742, Wałbrzych, junto com a maior parte da Silésia, foi incorporada à Prússia como resultado da guerra vitoriosa com a Áustria. Assim, a perseguição aos protestantes locais liderada pela administração austríaca terminou. Depois de setenta anos nas mãos da família Hochberg, a cidade deixou de ser propriedade privada e em 1808 começou a levar uma vida independente.
O ofício de tecelagem altamente desenvolvido em Wałbrzych remonta ao século XVII, que floresceu no século XVIII e mais tarde deu lugar à indústria. Seu lugar foi ocupado pela indústria têxtil e, sobretudo, pela mineração de carvão, desenvolvendo-se dinamicamente a partir de meados do século XVIII.
De acordo com registros históricos, em 1604 Diprand Czetryc emitiu uma "lei do carvão", que regulamentava as questões de mineração, armazenamento e venda de carvão, bem como a remuneração dos mineiros. Em 1747, havia 7 minas de carvão operando em Wałbrzych, e em 1805, 895 mineiros estavam empregados em 54 poços.
No entanto, o verdadeiro avanço para a cidade foi o século XIX e o início do século XX, quando houve um desenvolvimento muito dinâmico dos ramos existentes e recém-criados da indústria: têxtil, cerâmica, vidro, metal, mineração e coque. Em 1920, uma fundição de ferro fundido e uma fábrica de máquinas foram lançadas e, em 1922, uma fábrica de cabos e fios (existindo até hoje - atualmente como Frezpol Sp. z o.o. Filial de produção de cabos e fios "Linmet" em Wałbrzych). Até hoje, duas fábricas de porcelana (das três que funcionam historicamente) vendem seus produtos, fundadas em 1831 (atualmente Fabryka Porcelany "Krzysztof" S.A.) e 1845 (atualmente Fabryka Porcelany "Wałbrzych" S.A.).
Wałbrzych, até então uma cidade pequena e periférica, experimentou um período de intensa urbanização, transformando-se em um grande centro industrial e absorvendo aldeias localizadas nos vales circundantes como novos distritos. Em 1818 foi lançada a primeira fiação mecânica, em 1853 ocorreu a primeira greve de mineração em massa. O motivo de sua eclosão foi a pobreza progressiva, a escassez de água e a criação de bairros pobres no vale do Pełcznica. Por volta de 1870, em consequência da exploração intensiva de carvão, desapareceram oito fontes principais de água mineral, o que contribuiu para o declínio das termas. Em 1871, Wałbrzych junto com a Prússia tornou-se parte do Reich alemão unido, aproveitando seu rápido desenvolvimento econômico. Com o desenvolvimento da cidade, sua infraestrutura municipal foi ampliada. A primeira linha ferroviária conectou Wałbrzych e Wrocław em 1853 e, a partir de 1880, foi possível chegar a Kłodzko e à República Tcheca de trem. A cidade também obteve todas as instalações comunitárias necessárias: eletricidade em 1896, gás em 1868, distribuição de água em 1905 e comunicação por bonde em 1898.
O traçado urbano atual, irregular e extenso, resulta tanto da orografia montanhosa como do facto de a maior parte dos atuais bairros da cidade terem surgido a partir de povoações esticadas ao longo de ribeiras serranas. Em 1856, Wałbrzych recebeu uma nova prefeitura. Edifícios industriais, chaminés e montes de minas começaram a se destacar no meio do desenvolvimento urbano. Após a Primeira Guerra Mundial, um novo distrito metropolitano foi construído (Neustadt - hoje Nowe Miasto), e as autoridades sociais-democratas da cidade iniciaram um extenso programa de construção de conjuntos habitacionais sociais para a população trabalhadora, que continuou durante o período nazista. Em 1939, a cidade tinha cerca de 65.000 habitantes.[carece de fontes?]